# Nina (téléfilm, 1968)
Pour les articles homonymes, voir Nina.
Nina est un téléfilm suédois réalisé par Jan Molander en 1968 avec Gunnar Björnstrand dans le rôle de Gérard.